# Wassili Wiktorowitsch Tokranow
Wassili Wiktorowitsch Tokranow (russisch Василий Викторович Токранов; * 2. August 1989 in Almetjewsk, Russische SFSR) ist ein russischer Eishockeyspieler, der seit Mai 2018 bei SKA Sankt Petersburg in der Kontinentalen Hockey-Liga unter Vertrag steht.

## Karriere
Wassili Tokranow begann seine Karriere als Eishockeyspieler in seiner Heimatstadt bei Neftjanik Almetjewsk, für dessen Profimannschaft er von 2006 bis 2009 in der Wysschaja Liga, der zweiten russischen Spielklasse, aktiv war. Parallel spielte der Verteidiger seit 2007 für Ak Bars Kasan, für das er in der Saison 2007/08 in einem Spiel in der Superliga auf dem Eis stand. Im Laufe der Saison 2008/09 wechselte er schließlich fest nach Kasan in die neu gegründete Kontinentale Hockey-Liga und gewann mit seiner Mannschaft in den Playoffs den Gagarin-Pokal. In der folgenden Spielzeit konnte der ehemalige Junioren-Nationalspieler diesen Erfolg mit seinem Team wiederholen. 
Ab der Saison 2010/11 war Tokranow Stammspieler bei Ak Bars Kasan und gehörte in den Spieljahren 2016/17 und 2017/18 zu den offensivstärksten Verteidigern des Klubs. Im Laufe der Play-offs 2018 erzielte er neun Scorerpunkte und trug damit dazu bei, den Gagarin-Pokal und damit auch die russische Meisterschaft zu gewinnen. Folgerichtig wurde er als KHL-Verteidiger des Monats April ausgezeichnet. Nach Saisonende lief sein Vertrag aus und er gehörte zu den begehrtesten Verteidigern innerhalb der KHL. Im Mai 2018 entschied er sich für einen Veierjahresverteg beim SKA Sankt Petersburg.

### International
Für Russland nahm Tokranow an der U18-Junioren-Weltmeisterschaft 2007 sowie der U20-Junioren-Weltmeisterschaft 2009 teil. Bei der U18-WM 2007 wurde er mit seiner Mannschaft Weltmeister, 2009 bei der U20-WM gewann er mit seinem Land die Bronzemedaille.

## Erfolge und Auszeichnungen
- 2007 Goldmedaille bei der U18-Junioren-Weltmeisterschaft
- 2009 Bronzemedaille bei der U20-Junioren-Weltmeisterschaft
- 2009 Gagarin-Pokal-Sieger mit Ak Bars Kasan
- 2010 Gagarin-Pokal-Sieger mit Ak Bars Kasan
- 2018 KHL-Verteidiger des Monats April
- 2018 Gagarin-Pokal-Sieger und russischer Meister mit Ak Bars Kasan
- 2020 KHL-Verteidiger des Monats Februar

## Statistik
(Stand: Ende der Saison 2018/19)